# Garcinia multibracteolata
Garcinia multibracteolata är en tvåhjärtbladig växtart som beskrevs av Merrill. Garcinia multibracteolata ingår i släktet Garcinia och familjen Clusiaceae. Inga underarter finns listade i Catalogue of Life.